# جوناثان بينيتيز
جوناثان بينيتيز (بالإسبانية: Jonathan Benítez)‏ هو لاعب كرة قدم أرجنتيني في مركز الهجوم، ولد في 4 سبتمبر 1991 في كورينتس في الأرجنتين. لعب مع ديبورتيس ماجالانز.

## وصلات خارجية
- جوناثان بينيتيز على موقع قاعدة بيانات كرة القدم.إي يو (الإنجليزية)
- جوناثان بينيتيز على موقع Soccerway.com (الإنجليزية)
- جوناثان بينيتيز على موقع AS.com (الإسبانية)